# Djahy
Djahi, Djahy o Tjahi fou la designació egípcia per al sud de Retenu. S'estenia des d'aproximadament Ascaló al Líban i terra endins fins a Galilea. Va ser la conca del Jordà a les batalles de les dinasties XVIII i XIX d'Egipte amb Cadeix.
Va ser l'escenari de la batalla de Djahy entre els Pobles de la mar Ramsès III.